# Carolina Sabina Tersmeden
Carolina Sabina Tersmeden, född Rosenstam, 22 augusti 1739 på Edesta i Vårdinge i Trosa, död 28 maj 1758 på Stora Lassåna i Ramundeboda i Laxå, var en svensk kvinna som dog i barnsäng och gick en period under namnet Vita frun.

## Biografi
Carolina Sabina Tersmeden var dotter till Erik Rosenstam (1686–1754) och Brita Catharina Rosenholm (1707–1772), från 1757 gift med löjtnanten Erik Tersmeden (1728–1810). Paret fick dottern Brita Elisabet Tersmeden (1758–1810) som överlevde till vuxen ålder och gifte sig med Gustaf Philip Wennerstedt, medan tvillingarna som föddes i samband med Carolina Sabinas frånfälle avled.
Det berättas att man trodde att hon dog när hon skulle föda barn och att man därför svepte henne och lade henne i en av flygelbyggnaderna till Stora Lassåna gård. Under natten vaknade hon till liv och födde två pojkar, därefter gick hon iklädd sin tunna svepning åter till huvudbyggnaden med sina två nyfödda barn och knackade på dörren. Den som då öppnade dörren trodde att hon var ett spöke och släppte inte in henne. På morgonen fann man henne och de två barnen döda på trappan. Erik Tersmeden lät då göra en kombinerad skulptur och dopfunt till minne av henne och hennes barn som han skänkte till Ramundeboda kyrka. I samband med kyrkans flyttning 1898–1899 kom skulpturen att placeras på kyrkans vind. Strax efter kyrkans återöppnande 1900 började Vita frun vandra runt i rummen på Stora Lassåna. Kyrkoherde Bo Löwenström fick vid något tillfälle höra om den märkliga kvinnan som vandrade runt i herrgården, han utverkade tillstånd av herrgårdens ägare direktör Axel Emilsson att få vistas några nätter på herrgården så att han skulle kunna möta och eventuellt diskutera med den vandrande kvinnan. Under 1940-talet hittades den bortglömda dopfunten. Kyrkovärden CG Magnusson föreslog att skulpturen skulle återbördas till kyrkorummet. Enligt Axel Emilsson upphörde Vita frun att vandra runt i rummen på Stora Lassåna när hon var åter på sin ursprungliga plats.
Tersmeden är begravd i den Rosenholmska familjegraven på Bodarne kyrkogård vid Ramundeboda kloster.